# مضيق تودغا
مضايق تودغا (بالأمازيغية: ⵜⵉⵣⵉ ⵏ ⵜⵓⴷⵖⴰ) هي سلسلة من المنعرجات وأخاديد نهر الحجر الجيري، أو الوادي، تقع في الجزء الشرقي من جبال الأطلس الكبير في المغرب، على بعد 14 كيلومتر من مدينة تنغير. يُعد كل من نهر تودغا ووادي دادس المجاورة للمضيق، المسؤولة عن اقتطاع هذه الأخاديد العميقة المنحدرة على جانب الجرف، في آخر 40 كم (25 ميل) عبر الجبال. يمكن أن يتغير ارتفاع جدران الوادي، ولكن في بعض الأماكن يمكن أن يصل ارتفاعه إلى 400 متر (1,312 قدماً).

## وصلات خارجية
- UK Climbing - Rock Climbing in the todgha Gorge